# Maculphrysus quadrimaculatus
Maculphrysus quadrimaculatus là một loài bọ cánh cứng trong họ Attelabidae. Loài này được Faldermann miêu tả khoa học năm 1835.